# 航海データ記録装置

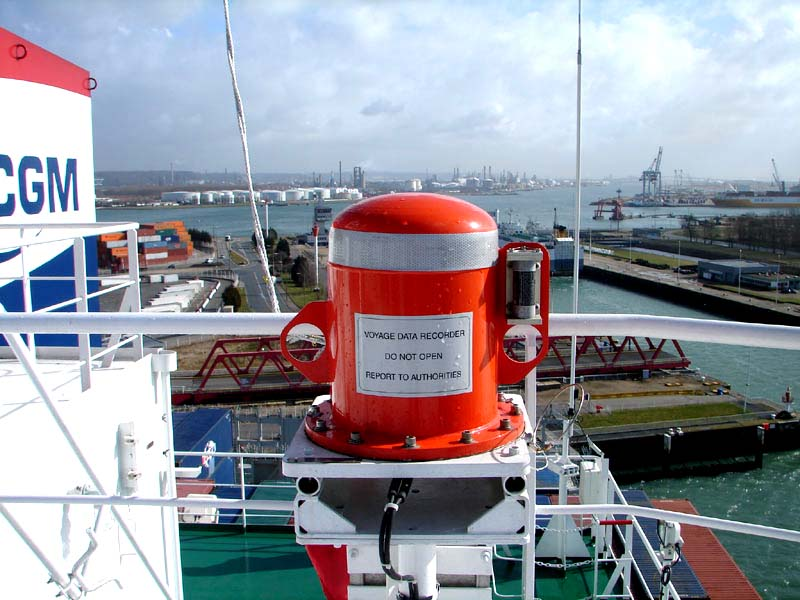
大型コンテナ船に設置されたVDR

航海データ記録装置（こうかいデータきろくそうち 英語：Voyage Data Recorder, VDR）とは、船舶に搭載され、海難事故の原因解析のための各種データを記録する装置。航海情報記録装置とも表記される。航海に伴う各種情報をデジタルデータとして圧縮し、船体外部に設けられた保管ストレージに記録される。また、保管ストレージは船舶の火災、爆発、衝突、沈没に備え、耐熱、耐圧、耐衝撃構造となっている。
船舶分野において、海難事故の原因究明を目的として、2002年7月以降に建造された旅客船と3000GT（総トン数）以上の貨物船への搭載が海上における人命の安全のための国際条約（SOLAS条約）よって義務付けられている。機能的には航空用のFDRとCVRの機能を合わせたようなもので、日付・時刻を中心に、船位、船速、船首の方位等に加え船橋音声や通信音声やレーダ画像や船橋等に伝えられるアラームも一緒に記録される。取り込む信号インターフェースや信号の種類については規格や船級ごとのルールで定められており、事故が発生した瞬間から遡り12時間（2014 regulations MSC.333(90)では48時間）記録できる性能であることが条約によって定められている。
最終記録媒体としては船体固定タイプと浮揚タイプの2種類が想定されており、それぞれ探索用の水中ビーコンや無線発信装置の要件が異なる。
このほか、小型船向けに低コストな簡易化された「S-VDR；Simplified voyage data recorder」が、IMO パフォーマンス スタンダード MSC.163(78) の中で定義されている。

## 記録される情報
- GNSS機器による日付け、時刻、位置
- 船速
- 風速計と風向計
- ジャイロコンパスの方位
- エコーサウンダーでのキールからの深度

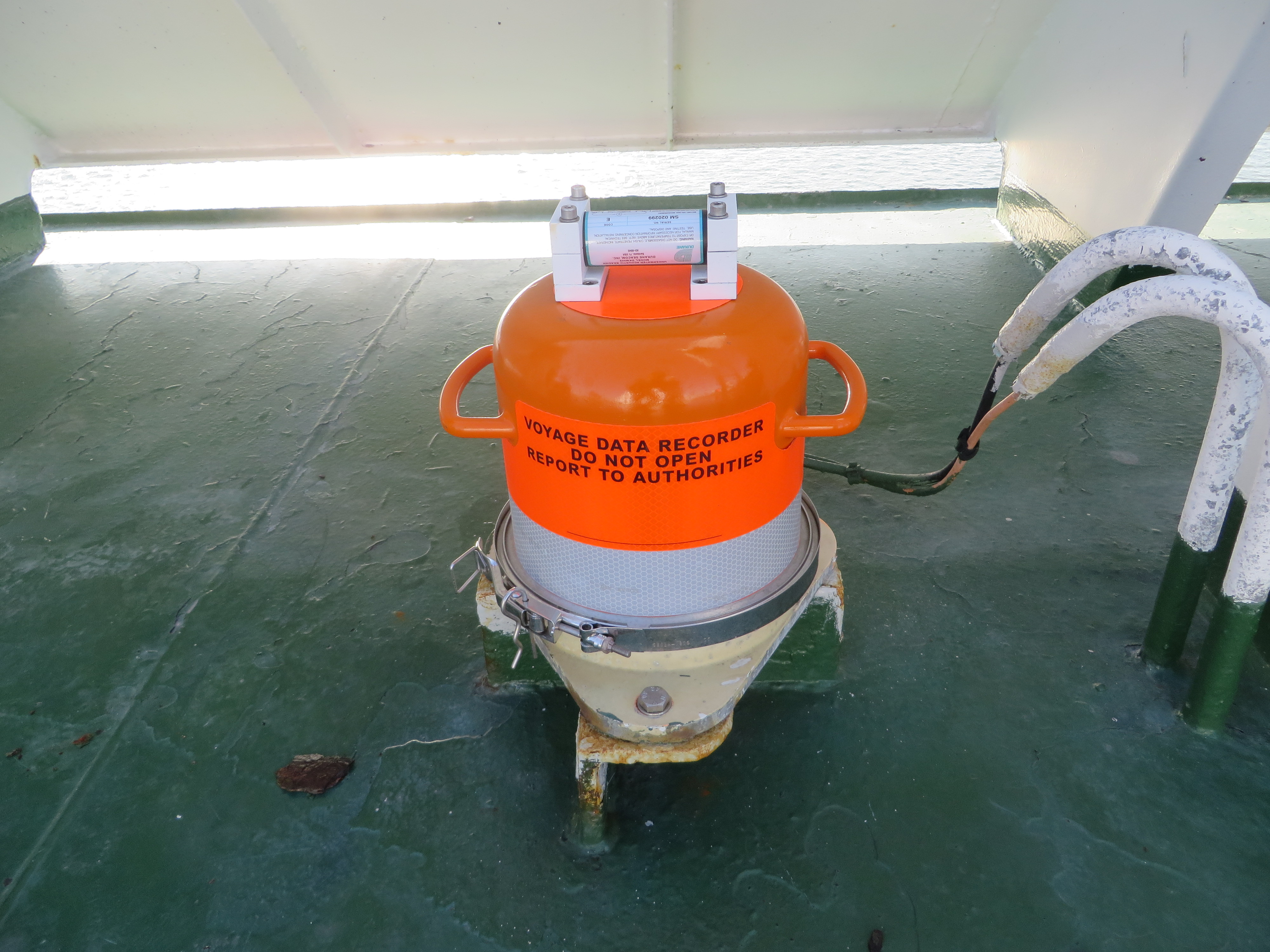
フランスで運行されるフェリーに設置されたVDR。保管容器の上部に水中ロケータービーコンが取付られている

- レーダー情報（搭載されていない場合はAIS）
- ECDIS（15秒毎のスクリーンキャプチャと10分毎ないし変更毎の使用海図リスト）
- 船橋での音声
- VHF無線
- 警報（IMOで搭載が義務付けられた各種警報の全て）
- 船体に取り付けられたドア（開口部）の状態
- 水密扉と防火扉の状態
- 船体応力（加速度と応力）
- 舵の指示状態と実際の方向
- エンジン/プロペラの指示状態と実際の状態
- サイドスラスターの指示状態と方向と推進量（%）または回転数（RPM）

なお、太字は情報が利用可能な場合にのみ記録される。